# کوریون آهارونیان
کوریون آهارونیان (اسپانیایی: Coriún Aharonián‎; زاده ۴ اوت ۱۹۴۰– درگذشته  ۸ اکتبر ۲۰۱۷) آهنگساز و موسیقی‌دان ارمنی‌تبار اهل اروگوئه بود. Graciela Paraskevaidis همسر وی بود.

## جوایز
وی همچنین برنده جایزه گوگنهایم شد.